# Potrójna gra (film 2013)
Potrójna gra (tytuł oryg. Triple Crossed) − amerykański film fabularny (thriller) z 2013 roku, wyreżyserowany przez Seana Paula Lockharta. W filmie w rolach głównych wystąpili Jack Brockett, Lockhart, Laura Reilly i Addison Graham. Fabuła skupia się na losach Chrisa, żołnierza, który po powrocie z wojny w Afganistanie otrzymuje zlecenie zabójstwa. Chris zakochuje się w mężczyźnie, którego ma zamordować. Światowa premiera obrazu nastąpiła 28 października 2013 roku. 22 listopada 2013 film został wydany w Polsce, w serwisie VOD OutFilm.pl.

## Obsada
- Jack Brockett − Chris Jensen
- Sean Paul Lockhart − Andrew Warner
- Laura Reilly − Jackie Tonwsend
- Addison Graham − Tyler Townsend
- Tellier Killaby − Kendra
- Matthew Campbell − Tanner
- Ryan Massey − Derek